# Mucia immaculatus
Mucia immaculatus är en fjärilsart som beskrevs av Hayward 1940. Mucia immaculatus ingår i släktet Mucia och familjen tjockhuvuden. Inga underarter finns listade i Catalogue of Life.